# Príslop (Jablunkovské mezihoří)
Príslop (714 m n. m.) je horské sedlo v Jablunkovském mezihoří v okrese Čadca, na státní hranici mezi Slovenskou a Polskem.
Sedlem procházejí dálnice D3 a silnice I / 12, vedoucí ze Svrčinovce do polského města Żywiec. Z Čadce přes Skalité prochází sedlem i  červeně značený turistický chodník, končící v lokalitě Serafínov.